# Катынский памятник (Познань)

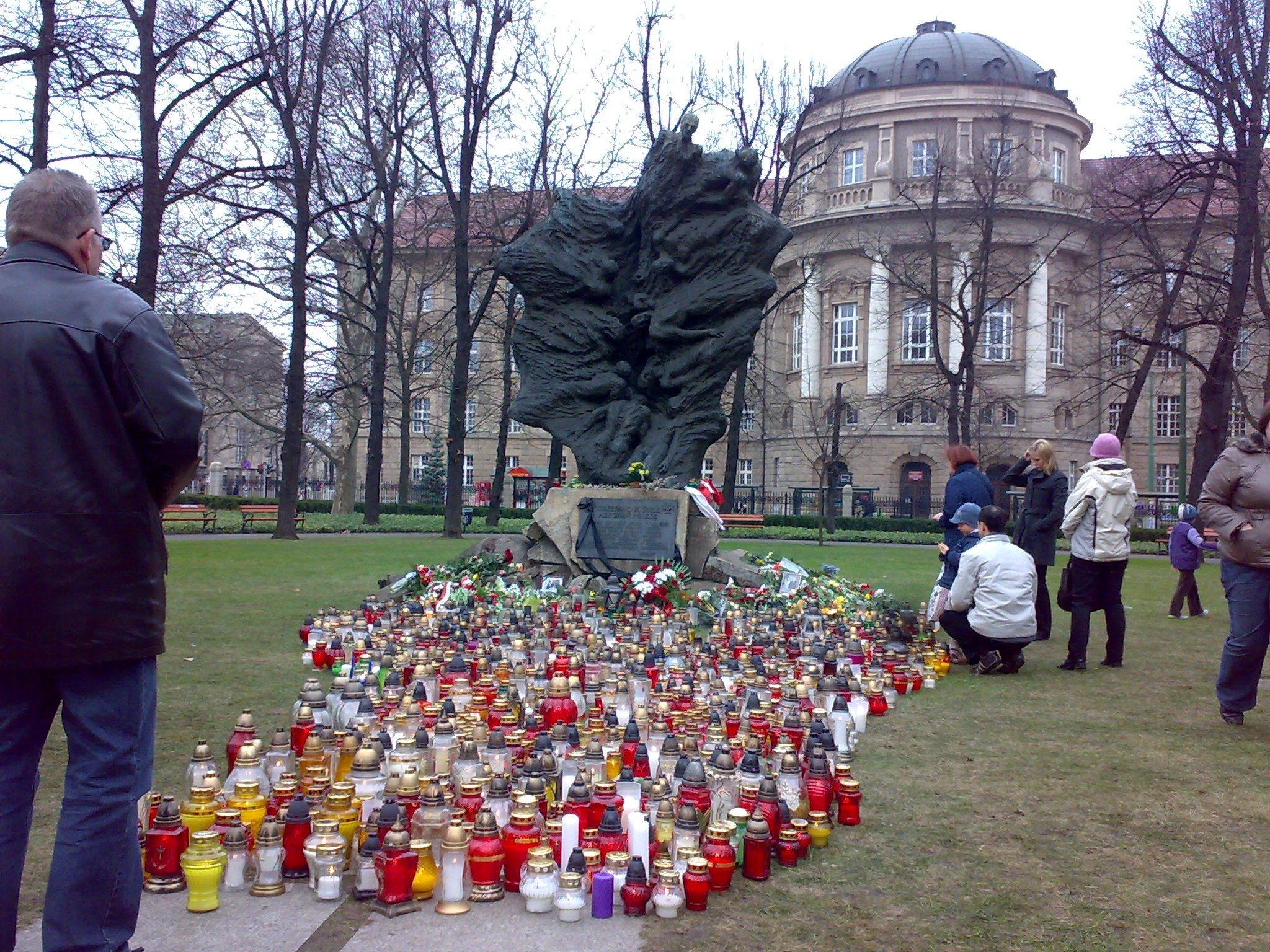
Катынский памятник после смоленской авиакатастрофы

Катынский памятник (пол. Pomnik Katyński) — памятник, находящийся в Познани, Польша и посвящённый жертвам катынского расстрела. Памятник располагается на территории Императорского замка.

## История
Создание памятника было инициировано польской общественной организацией Катынское товарищество в 1990 году. В 1994 году городской совет утвердил его строительство памятника. Первоначально предполагалось разместить памятник в сквере возле Большого театра имени Станислава Монюшки (в настоящее время здесь располагается памятник подпольному польскому государству). Было предложено разместить памятник на территории Императорского замка. Это предложение вызвало негативную реакцию воеводского архитектора, по мнению которого данный памятник нельзя было располагать на данной территории из-за несовместимости с окружающей культурной средой. 2 мая 1995 года было приостановлено сооружение памятника на несколько лет. Под давлением общественного мнения строительство памятника продолжилось в 1998 году и 17 сентября 1999 года состоялось торжественное открытие памятника.

## Описание
Памятник стоит в центре сада Императорского замка. Памятник построен в виде неправильной стелы, которая изображает человеческие тела, вырывающиеся из вертикальной щели. На стеле изображены многочисленные дели польского обмундирования.